# Wiktor Kisielow
Wiktor Iwanowicz Kisielow (ros. Виктор Иванович Киселёв, ur. 22 czerwca 1907 w Saratowie, zm. 21 stycznia 1979 tamże) – radziecki polityk, członek KC KPZR (1952-1956).
Od 1928 członek WKP(b), od stycznia do października 1928 przewodniczący rejonowego biura młodych pionierów Komsomołu w Saratowie, 1928-1930 uczeń technikum w Saratowie (nie ukończył nauki), 1933 ukończył Instytut Inżynieryjno-Ekonomiczny w Moskwie, od 1934 pracował w fabryce "Uniwiersal", której 1937-1940 był dyrektorem. Od maja 1940 do marca 1941 kierownik wydziału Komitetu Obwodowego WKP(b) w Saratowie, od marca 1941 do sierpnia 1942 sekretarz Komitetu Obwodowego WKP(b) w Saratowie ds. inżynierii, od sierpnia do października 1942 sekretarz odpowiedzialny Zarządu Kadr KC WKP(b), od października 1942 do lipca 1946 II sekretarz Komitetu Miejskiego WKP(b) w Saratowie. Od lipca 1946 do września 1950 II sekretarz Komitetu Obwodowego WKP(b) w Saratowie, od września 1950 do kwietnia 1951 inspektor KC WKP(b), od 1 kwietnia do 5 lipca 1951 II sekretarz, a od 5 lipca 1951 do 28 grudnia 1955 I sekretarz Komitetu Obwodowego WKP(b)/KPZR w Kalininie. Od 14 października 1952 do 14 lutego 1956 członek KC KPZR, od stycznia 1956 do maja 1958 kierownik Wydziału Organów Partyjnych Komitetu Obwodowego KPZR w Saratowie, od maja 1958 do listopada 1967 przewodniczący Obwodowej Rady Związków Zawodowych w Saratowie, następnie na emeryturze. Deputowany do Rady Najwyższej ZSRR 3 i 4 kadencji.

## Odznaczenia
- Order Czerwonego Sztandaru Pracy (czterokrotnie, m.in. 28 października 1944)
- Order Czerwonej Gwiazdy (15 sierpnia 1947)
- Medal Wystawy Osiągnięć Gospodarki Narodowej ZSRR